# 天文学科
天文学科（てんもんがっか）は、大学の学科の一つである。主に理学部に設置される。

## 概要
天文学の教育・研究が行われる学科で、日本では東京大学理学部のみに設置されている。類似の名称を持つ学科として宇宙物理学科や宇宙地球物理学科、宇宙地球科学科や星学科等があり、宇宙物理学科はかつて京都大学理学部に設置されていたが、1994年9学科制を廃止し理学科のみの1学科制になったため学科名としては消滅した。宇宙地球物理学科は東北大学理学部に設置されている。宇宙地球科学科はかつて大阪大学理学部に設置されていたが、1995年物理学科に統合され学科名としては消滅した。星学科は東大理学部天文学科の前身でかつて東京帝国大学理科大学に設置されていたが、1919年に分科大学制から学部制に改組された時に天文学科に改称した。
なお天文学科及び天文学科に類似する名称の学科が設置されていなくても理学部物理学科や教育学部理科教員養成課程等で天文学の教育・研究が行われることも多い。

## 天文学科を設置している日本の大学
ここでは「天文学科」またはそれに類似する名称を持つ学科を設置している日本の大学を挙げる。

### 2025年現在天文学科及びそれに類似する名称を持つ学科を設置している日本の大学
国立
- 東北大学（理学部に宇宙地球物理学科を設置。平成６年より天文学科から改称）[7]
- 東京大学（理学部に天文学科を設置）[1]

### 過去に天文学科及びそれに類似する名称を持つ学科を設置していた日本の大学
国立
- 京都大学（かつて理学部に宇宙物理学科を設置）[2][3]
- 大阪大学（かつて理学部に宇宙地球科学科を設置）[5]

### 2025年現在学科内のコースに天文学コース及びそれに類似する名称を持つコースを設置している日本の大学
国立
- 愛媛大学（理学部理学科に宇宙・地球・環境 課題挑戦プログラムを設置）[8][9]

- 鹿児島大学（理学部理学科に物理・宇宙プログラムを設置）[10]

私立
- 大阪工業大学（情報科学部情報システム学科宇宙物理・数理科学研究室）[11]
- 岡山理科大学（生物地球学部生物地球学科に天文・気象学コースを設置）[12]